# Gašper Trdin
Gašper Trdin (28 marzo 1998) è un calciatore sloveno, centrocampista del Levski Sofia.

## Carriera
Cresciuto nel Radomlje, l'8 giugno 2021 viene tesserato dal Bravo, con cui firma un biennale. Subito impostosi come titolare nel ruolo, il 27 dicembre 2022 prolunga con i gialloblù fino al 2025; il 13 febbraio 2025, in scadenza di contratto, si trasferisce al Levski Sofia, con cui si lega fino al 2027.

## Statistiche

### Presenze e reti nei club
Statistiche aggiornate al 18 luglio 2025.
| Stagione            | Squadra             | Campionato          | Campionato | Campionato | Coppe nazionali | Coppe nazionali | Coppe nazionali | Coppe continentali | Coppe continentali | Coppe continentali | Altre coppe | Altre coppe | Altre coppe | Totale | Totale |
| Stagione            | Squadra             | Comp                | Pres       | Reti       | Comp            | Pres            | Reti            | Comp               | Pres               | Reti               | Comp        | Pres        | Reti        | Pres   | Reti   |
| ------------------- | ------------------- | ------------------- | ---------- | ---------- | --------------- | --------------- | --------------- | ------------------ | ------------------ | ------------------ | ----------- | ----------- | ----------- | ------ | ------ |
| 2017-2018           | Radomlje            | 2.SNL               | 22         | 1          | CS              | 2               | 1               | -                  | -                  | -                  | -           | -           | -           | 24     | 2      |
| 2018-2019           | Radomlje            | 2.SNL               | 28         | 3          | -               | -               | -               | -                  | -                  | -                  | -           | -           | -           | 28     | 3      |
| 2019-2020           | Radomlje            | 2.SNL               | 18         | 0          | CS              | 3               | 0               | -                  | -                  | -                  | -           | -           | -           | 21     | 0      |
| 2020-2021           | Radomlje            | 2.SNL               | 18         | 1          | CS              | 2               | 0               | -                  | -                  | -                  | -           | -           | -           | 20     | 1      |
| Totale Radomlje     | Totale Radomlje     | Totale Radomlje     | 86         | 5          |                 | 7               | 1               |                    | -                  | -                  |             | -           | -           | 93     | 6      |
| 2021-2022           | Bravo               | 1.SNL               | 27         | 1          | CS              | 2               | 0               | -                  | -                  | -                  | -           | -           | -           | 29     | 1      |
| 2022-2023           | Bravo               | 1.SNL               | 33         | 0          | CS              | 3               | 0               | -                  | -                  | -                  | -           | -           | -           | 36     | 0      |
| 2023-2024           | Bravo               | 1.SNL               | 32         | 4          | CS              | 1               | 0               | -                  | -                  | -                  | -           | -           | -           | 33     | 4      |
| 2024-feb. 2025      | Bravo               | 1.SNL               | 20         | 3          | CS              | 1               | 0               | UCoL               | 4                  | 0                  | -           | -           | -           | 25     | 3      |
| Totale Bravo        | Totale Bravo        | Totale Bravo        | 112        | 8          |                 | 7               | 0               |                    | 4                  | 0                  |             | -           | -           | 123    | 8      |
| feb.-giu. 2025      | Levski Sofia        | 1L                  | 8          | 0          | CB              | 1               | 0               | -                  | -                  | -                  | -           | -           | -           | 9      | 0      |
| 2025-2026           | Levski Sofia        | 1L                  | 0          | 0          | CB              | 0               | 0               | UEL                | 2                  | 0                  | -           | -           | -           | 2      | 0      |
| Totale Levski Sofia | Totale Levski Sofia | Totale Levski Sofia | 8          | 0          |                 | 1               | 0               |                    | 2                  | 0                  |             | -           | -           | 11     | 0      |
| Totale carriera     | Totale carriera     | Totale carriera     | 206        | 13         |                 | 15              | 1               |                    | 6                  | 0                  |             | -           | -           | 227    | 14     |